# Calling Lake Provincial Park
Calling Lake Provincial Park är en park i Kanada.   Den ligger i provinsen Alberta, i den centrala delen av landet, 2 800 km väster om huvudstaden Ottawa. Calling Lake Provincial Park ligger 638 meter över havet. Den ligger vid sjön Calling Lake.
Terrängen runt Calling Lake Provincial Park är platt. Trakten runt Calling Lake Provincial Park är nära nog obefolkad, med mindre än två invånare per kvadratkilometer.. Det finns inga samhällen i närheten.
I omgivningarna runt Calling Lake Provincial Park växer i huvudsak blandskog.